# قيس شيخ نجيب
قيس شيخ نجيب (5 يونيو 1977 -) ممثل سوري من مواليد دمشق.

## حياته
والده هو الممثل والمخرج محمد الشيخ نجيب ووالدته كانت راقصة في إحدى الفرق الشعبية للفنون. تخرج من المعهد العالي للفنون المسرحية بعام 1998، وانضم إلى نقابة الفنانين السورية في 25 مايو 1999. شقيقه هو المخرج سيف الشيخ نجيب الذي أخرج فيلم غمضة عين وفيلم ويلكم تو ليفنون. شارك بالعديد من الأعمال بين المسرح والتلفزيون. قدم برنامج مذيع العرب في موسمه الأول عام 2015.

## حياته الخاصة
متزوج من الكاتبة "لبنى المشلح"، ولديه طفل يدعى جود.

## أعماله

### سينما
- وماذا بعد (2002) ، محمد الشيخ نجيب.
- المهد(2003): هافال امين.
- الهوية (2007): غسان شميط.
- التجلي الأخير لغيلان الدمشقي: هيثم حقي
- دمشق تتكلم: خالد الخالد.
- مرة أخرى (2009): جود سعيد.
- النتيجة تعادل إيجابي: زياد الريس.[3]

### مسرح
- الجريمة والعقاب Fiódor
- العرس (1998) لعوني كرومي
- هذه المرة (2000) لحنان قصاب حسن

### مسلسلات
- هجرة القلوب إلى القلوب
- الدغري (1992)
- أيام شامية بدور الطفل ياسين
- واختلطت الاصوات
- من الفكرة إلى الشاشة
- الجمل
- الطير (1998)
- سيرة آل الجلالي
- جواد الليل
- بقايا صور
- الارواح المهاجرة
- البواسل
- صلاح الدين الأيوبي
- عرسان اخر زمن
- قيس ولبنى
- سيف بن ذي يزن
- مرايا 2003
- بقعة ضوء الجزء الثالث
- أنا وعمتي أمينة
- ليالي الصالحية بدور خالد
- التغريبة الفلسطينية
- حكاية خريف
- بكرا أحلى
- حاجز الصمت
- تعادل إيجابي (مسلسل)
- باب الحارة بدور رياض
- الواهمون
- قرن الماعز
- وشاء الهوى
- أهل الغرام
- ندى الايام
- المارقون
- فجر اخر
- سقف العالم
- على حافة الهاوية
- أولاد القيمرية
- وجه العدالة
- الحصرم الشامي الجزء الثاني
- الدوامة
- سحابة صيف
- تحت المداس
- القعقاع بن عمرو التميمي
- ما ملكت أيمانكم (2010)
- الزلزال (مسلسل)
- السراب
- الغفران
- الزعيم بدور تيسير
- تعب المشوار بدور همام
- طيور فوق أشرعة الجحيم
- بنات العيلة بدور وسيم
- زين بدور جاد
- الإخوة بدور فادي
- ألف ليلة وليلة
- بنت الشهبندر بدور زيد
- كان في كل زمان - ثنائة معك سرًّا عليك جهرًا
- زمن البرغوث الجزء الأول بدور شاهر
- جوليا بدور د.عاصي 2018
- يا ريت 2016
- حرملك 2019 بدور عامر
- مسافة امان 2019 بدور يوسف
- أولاد آدم 2020
- حرملك الجزء 2 2020 بدور عامر
- هجمة مرتدة (مسلسل) (ريكاردو) 2021
- نور (مسلسل 2022) بدور باسل 2022
- ستيلتو (مسلسل) بدور كريم 2022
- الخائن (مسلسل 2023)
- مذكرات عائلة (مسلسل) 1998